# XtremeAir Sbach 342
El XtremeAir Sbach 342 es un avión acrobático biplaza diseñado y construido por la compañía XtremeAir en Hecklingen, Alemania. El modelo monoplaza se denomina Sbach 300.
El Sbach 342 (nombre comercial para el modelo XA42 de XtremeAir) es un monoplano realizado con materiales compuestos, de ala baja con tren de aterrizaje convencional fijo. Emplea un motor de pistón Lycoming AEIO-580-B1A de 315 hp (245 kW), equipado con una hélice de tres palas de velocidad constante. Tiene dos asientos en tándem, con el piloto en el trasero y el pasajero en el delantero. El XA42 recibió la certificación de la Agencia Europea de Seguridad Aérea en marzo de 2011.

## Especificaciones
Referencia datos: Certificación A.507 XA42 de la Agencia Europea de Seguridad Aérea

### Características generales
- Tripulación: 1 piloto
- Capacidad: 1 pasajero y 10 kg de carga
- Longitud: 7,50 m
- Envergadura: 8,20 m
- Altura: 2,54 m
- Superficie alar: 11,25 m²
- Peso vacío: 670 kg
- Peso máximo al despegue: 999 kg
- Planta motriz: 1× Motor bóxer de 6 cilindros Lycoming AEIO-580-B1A.
  - Potencia: 245 kW 315 hp
- Hélices: 1× MTV-9-B-C/C203-20d tripala por motor.
- Diámetro de la hélice: 2,03 m

### Rendimiento
- Velocidad nunca excedida (Vne): 225 nudos
- Velocidad crucero (Vc): 185 nudos
- Radio de acción: km
- Alcance en combate: km
- Techo de vuelo: 4.572 m